# Division 1 i amerikansk fotboll för damer 2012
Division 1 i amerikansk fotboll för damer 2012 var den högsta serien i amerikansk fotboll för damer i Sverige 2012. Serien spelades 2 juni–26 augusti 2012. Lagen möttes i dubbelmöten. Vinst gav 2 poäng, oavgjort 1 poäng och förlust 0 poäng. De två bästa lagen gick vidare till SM-final. Detta var första gången ett svenskt mästerskap i amerikansk fotboll för damer anordnades.

## Tabell och matchresultat
| Nr | Lag                     | S | V | O | F | GP  | IP  | PS   | P  |
| -- | ----------------------- | - | - | - | - | --- | --- | ---- | -- |
| 1  | Stockholm Mean Machines | 6 | 6 | 0 | 0 | 222 | 0   | +222 | 12 |
| 2  | Arlanda Jets            | 6 | 4 | 0 | 2 | 75  | 91  | −16  | 8  |
| 3  | Lady Saints             | 6 | 2 | 0 | 4 | 54  | 89  | −35  | 4  |
| 4  | Uppsala 86ers           | 6 | 0 | 0 | 6 | 2   | 173 | −171 | 0  |

| Hemma \ Borta           | AJ   | LS   | SMM  | U86  |
| Arlanda Jets            | —    | 12–8 | 0–33 | 28–2 |
| Lady Saints             | 0–21 | —    | 0–33 | 6–0  |
| Stockholm Mean Machines | 48–0 | 23–0 | —    | 54–0 |
| Uppsala 86ers           | 0–14 | 0–40 | 0–31 | —    |

## SM-final
|       | 23 september 2012 | Stockholm Mean Machines                                                                   | 40–0           | Arlanda Jets    | Midgårdsvallen                                                                                        | |
| 15:00 | 15:00             | Kirsten Sjösteen 16 Sofia Beckman 12 Stella Carrick, Louise Hagéus 6 MVP: Marianne Gimhag | (12–0) Rapport | MVP: Elina Holm | Domare: HD - Rodrigo Montesino Ferrada U - Fabian Weldeborn HLD - Viking Undén LD- Michael Wennerholm | Domare: HD - Rodrigo Montesino Ferrada U - Fabian Weldeborn HLD - Viking Undén LD- Michael Wennerholm |
| 15:00 | 15:00             |                                                                                           |                |                 | Domare: HD - Rodrigo Montesino Ferrada U - Fabian Weldeborn HLD - Viking Undén LD- Michael Wennerholm | Domare: HD - Rodrigo Montesino Ferrada U - Fabian Weldeborn HLD - Viking Undén LD- Michael Wennerholm |
| 15:00 | 15:00             |                                                                                           |                |                 | Domare: HD - Rodrigo Montesino Ferrada U - Fabian Weldeborn HLD - Viking Undén LD- Michael Wennerholm | Domare: HD - Rodrigo Montesino Ferrada U - Fabian Weldeborn HLD - Viking Undén LD- Michael Wennerholm |